# Renata Moar
Renata Moar (* 1955 in Rom) ist eine ehemalige italienische Schauspielerin.
Moar wurde im römischen Stadtteil Gianicolense geboren und erlangte nach einer Rolle im Kriminalfilm Der Tod trägt schwarzes Leder vor allem durch ihren Part als gedemütigtes Opfer in Pier Paolo Pasolinis Die 120 Tage von Sodom Bekanntheit. Nach nur einem weiteren Auftritt (in Mario Caianos Naziploitation La svastica nel ventre 1977) verschwand die blonde, sehr schlanke Darstellerin wieder aus dem Blickfeld der Öffentlichkeit. Außer einer Fotostrecke im spanischen Magazin „Interviu“ sind keine weiteren Details über Moar bekannt.